# Carville (Automarke)

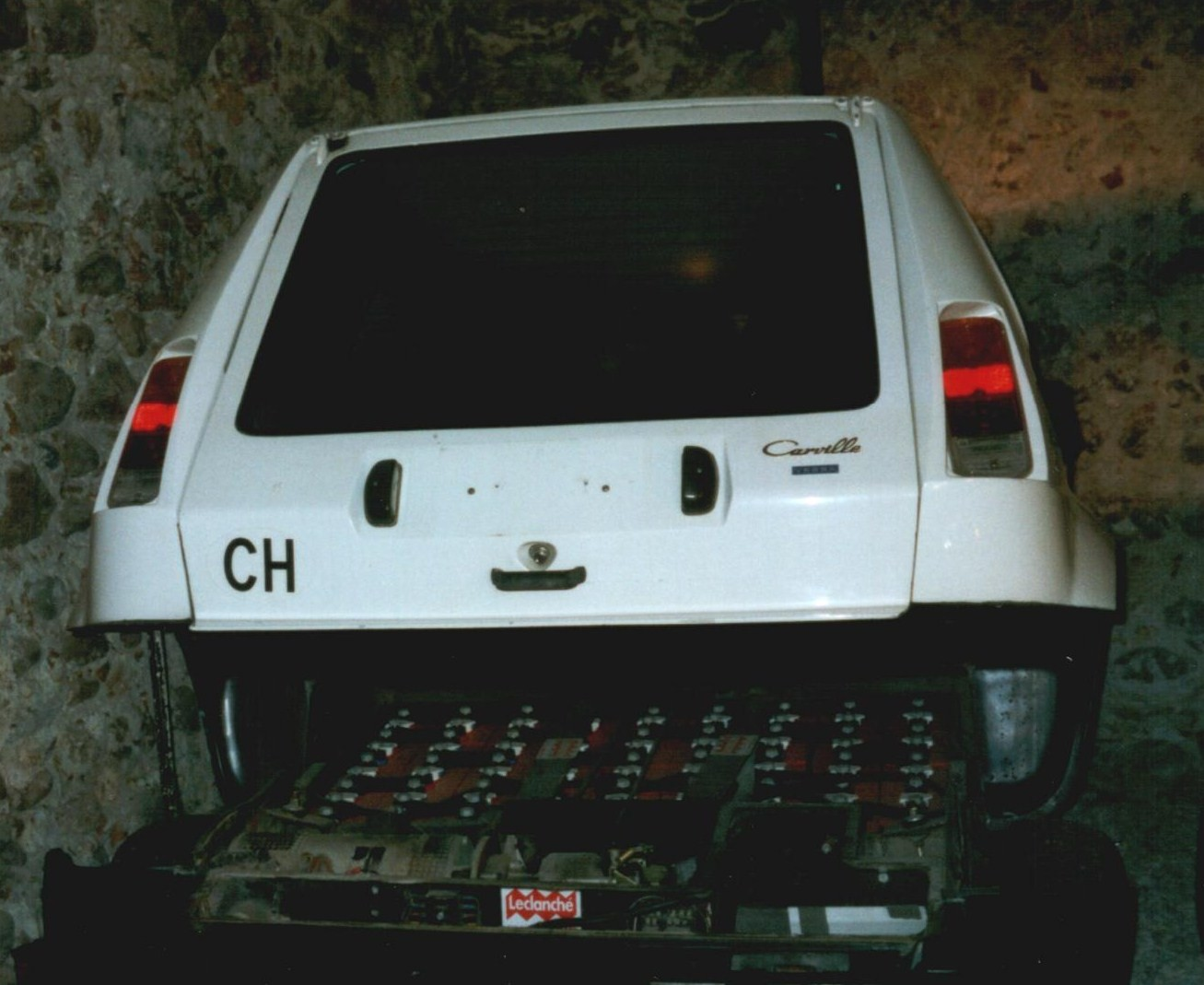
Carville von 1979

Carville war eine Schweizer Automarke.
Victor Perrenoud aus Genf entwickelte 1977 mit der Hilfe der Elektrizitätswerke Electricité Neuchâteloise SA und Société Romande d’Electricité den Prototyp des Elektroautos Pilcar. Der Elektromotor leistete 19 PS, die Batterien hatten 40 kW Kapazität. Die Höchstgeschwindigkeit lag bei 90 km/h. Die Karosserie wurde von Franco Sbarro entworfen. Die dreitürige Kombilimousine mit 3,06 Meter Länge bot Platz vier Personen und Gepäck.
1979 begann die Serienproduktion. Ab demselben Jahr wurde der Markenname Carville verwendet.
1981 endete die Produktion.
Ein Fahrzeug dieser Marke ist im Schloss Grandson zu besichtigen.